# Barbotine (argile)
Pour les articles homonymes, voir Barbotine.
En céramique et en poterie, la barbotine est de la pâte d'argile délayée dans de l'eau.
Le décor à la barbotine consiste à ajouter des reliefs en barbotine sur une poterie, et on appelle « barbotines » les poteries ainsi décorées. En dehors de ces décors, la barbotine a de multiples usages en poterie tels qu'assembler des éléments, couler l'argile dans un moule, ou appliquer des couleurs sur un fond de pâte.

## Composition
La composition de la barbotine se caractérise par l'argile utilisée et par une consistance plus ou moins liquide.
On peut éventuellement y ajouter des oxydes pour modifier la couleur.
De plus, à la fin du XIXe siècle, les céramiques impressionnistes nécessitent des barbotines sur terre cuite qui incorporent de l'argile cuite broyée et un liant vitreux[réf. souhaitée].

## Usages

### Assemblage à la barbotine
La barbotine permet de coller entre eux des éléments de poterie façonnés séparément.
C'est une méthode utilisée à cru dans tous les styles de poteries.
Par exemple les anses d'un vase sont modelées à part puis assemblées à la barbotine sur le corps du vase tourné ou modelé séparément.
La barbotine sert également à l'assemblage dans la poterie en colombins.

### Coulage en barbotine
Le coulage en barbotine consiste à faire couler l'argile sous forme liquide dans le moule. Il se distingue du procédé plus classique du moulage de la pâte d'argile en la pressant dans le moule.
Le coulage en barbotine est utilisé par exemple dans la culture Mochica.
La barbotine doit être suffisamment liquide pour couler naturellement dans tous les détails et reliefs du moule. Il faut qu'elle sèche avant démoulage.

### Engobe d'argile
Pour un article plus général, voir Engobe.
L'engobe d'argile est un bain de barbotine mélangée à des oxydes pour renforcer la couleur.
La caractéristique de l'engobe est d'être appliqué par trempage de la pièce crue, généralement par immersion, parfois à la louche ou par d'autres moyens.
L'engobe imprègne ainsi la surface de la pâte et sert à masquer sa couleur ou à lui donner un aspect particulier, souvent lustré ou brillant après cuisson.
La pièce peut comporter des décors en relief que l'engobe couvre uniformément sans les déformer ni les masquer.
On peut de plus constituer un décor en surface en grattant volontairement dans l'engobe, avant ou après cuisson, des motifs qui laissent apparaître la pâte.
Le grattage de l'engobe peut être utilisé également pour tracer des inscriptions.
L'engobe d'argile n'est pas spécialement solide après cuisson, il ne constitue pas une couche de protection, contrairement à une glaçure ou à un émail.
On n'utilise d'ailleurs pas de barbotine dans le cas des faïences, mais d'autres sortes d'engobes adaptés pour servir de base à un décor peint fixé par une deuxième cuisson.
Au Moyen Âge, les carreaux à décor d'engobe combinent estampage, engobage et émaillage, les motifs sont obtenus en incrustant différentes couleurs d'engobes avant émaillage.

### Peinture à la barbotine
Une barbotine de composition judicieuse peut être utilisée pour peindre sur vase cru, c'est le procédé utilisé par exemple pour produire les célèbres céramiques à figures noires sur fond rouge et figures rouges sur fond noir des céramiques grecques antiques.

### Décor à la barbotine
Le décor à la barbotine est un relief appliqué à main levée sur la poterie en y faisant couler de la barbotine assez épaisse.
Ce procédé est utilisé par exemple sur les céramiques sigillées avec une barbotine de composition et de couleur proches de celles de la pâte, il donne un décor monochrome en léger relief.
La même technique devient plus complexe avec les barbotines de plusieurs couleurs utilisées sur les céramiques impressionnistes du dernier quart du XIXe siècle.

## Galerie

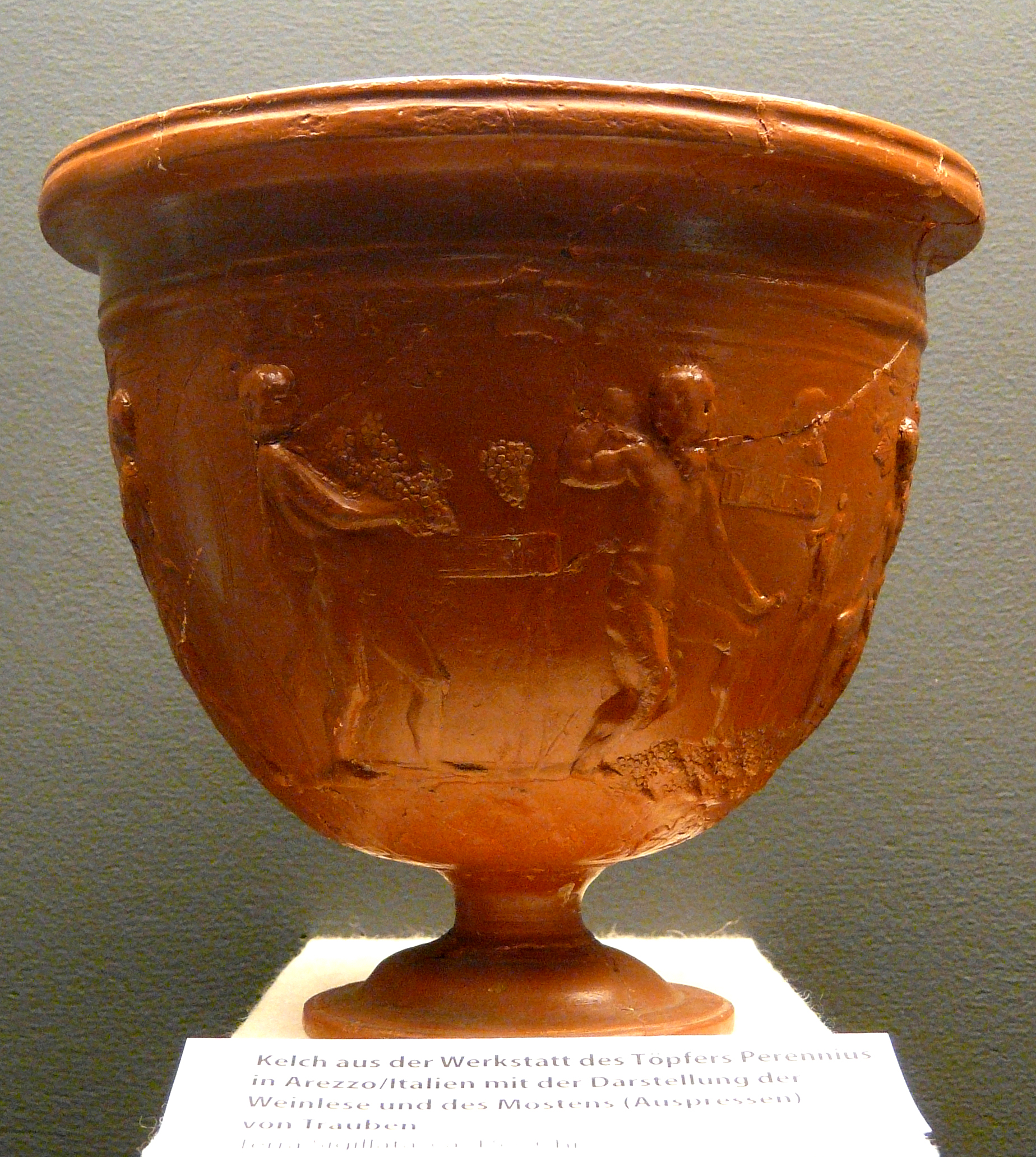
Vase sigillé d'Arezzo (Clemens-Sels-Museum, Neuss). Un engobe d'argile colore uniformément le vase avec ses reliefs moulés [réf. souhaitée].
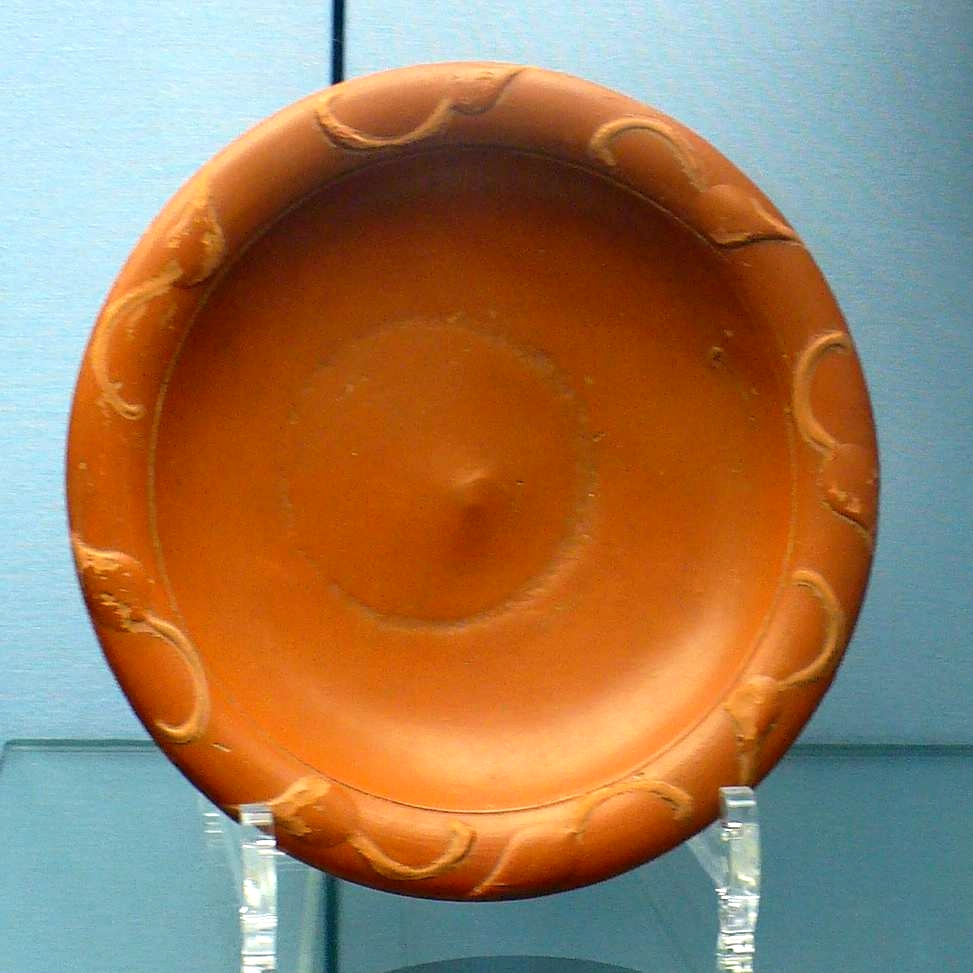
Assiette sigillée du IIe siècle décorée à la barbotine (Oberhessisches Museum, Giessen)
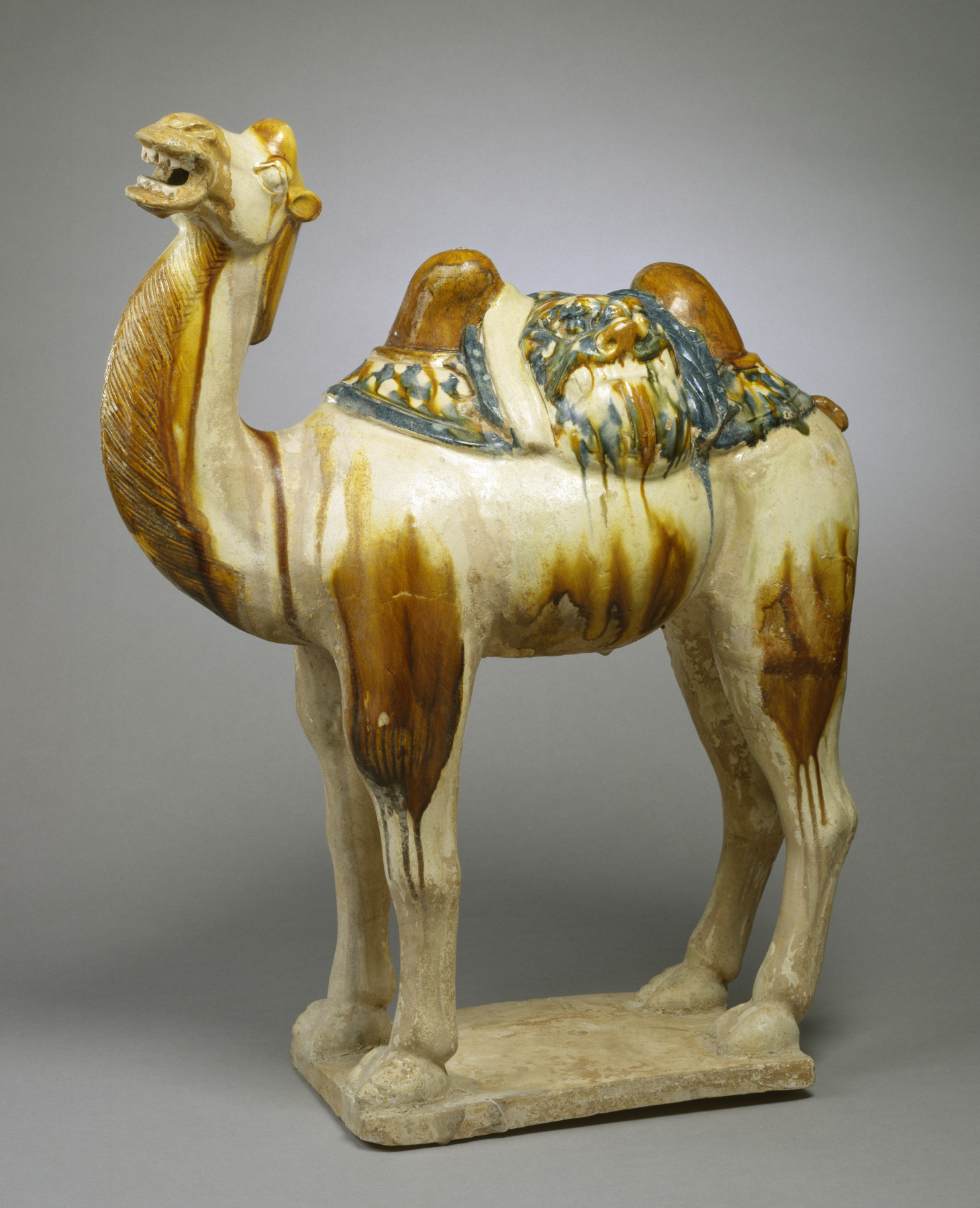
Chameau qui blatère, figurine « trois couleurs » d'époque Tang[note 1] (Walters Art Museum à Baltimore).
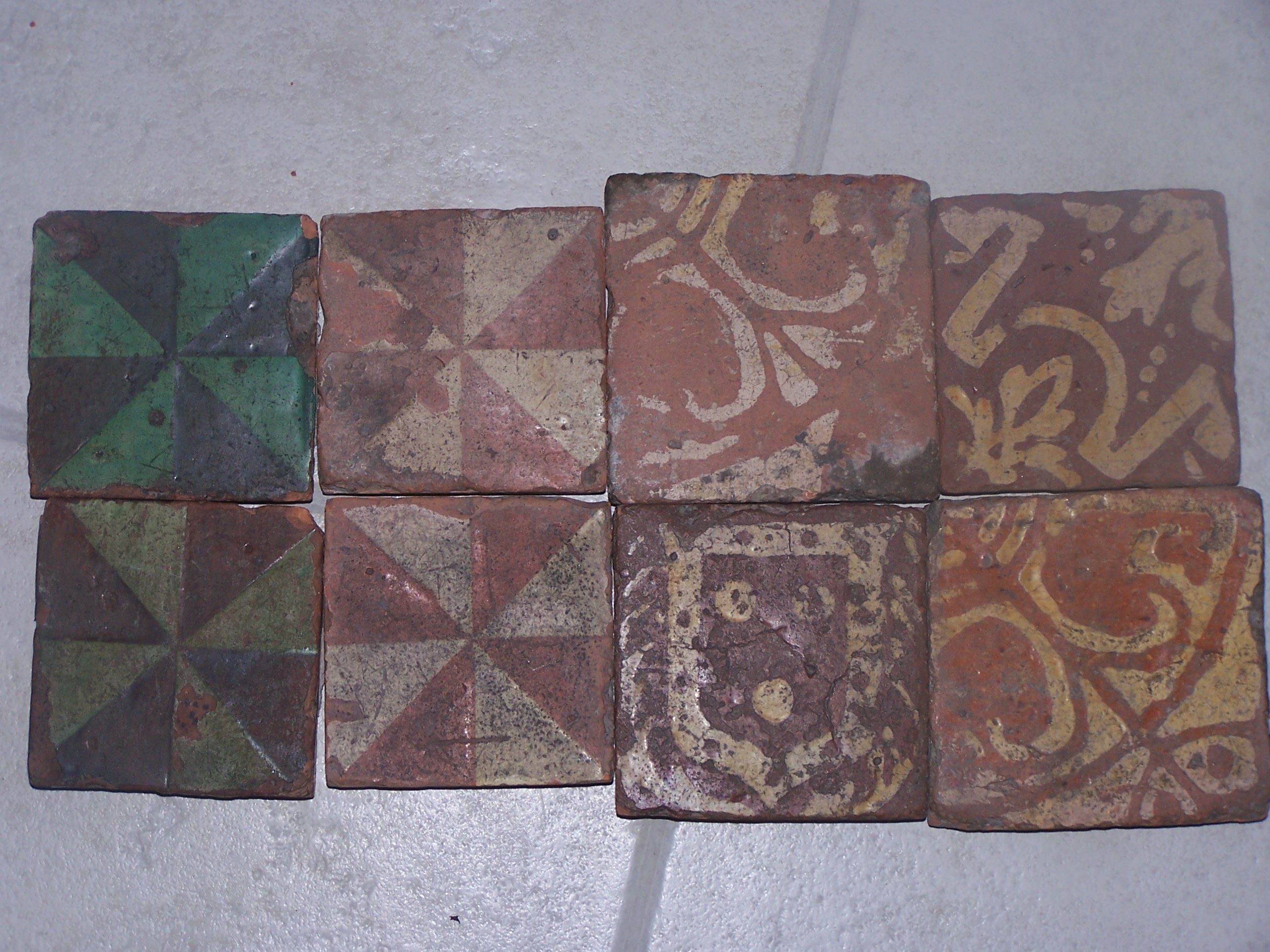
Carreaux à décor d'engobe du Moyen Âge. Engobés au moyen de barbotines colorées [réf. souhaitée].
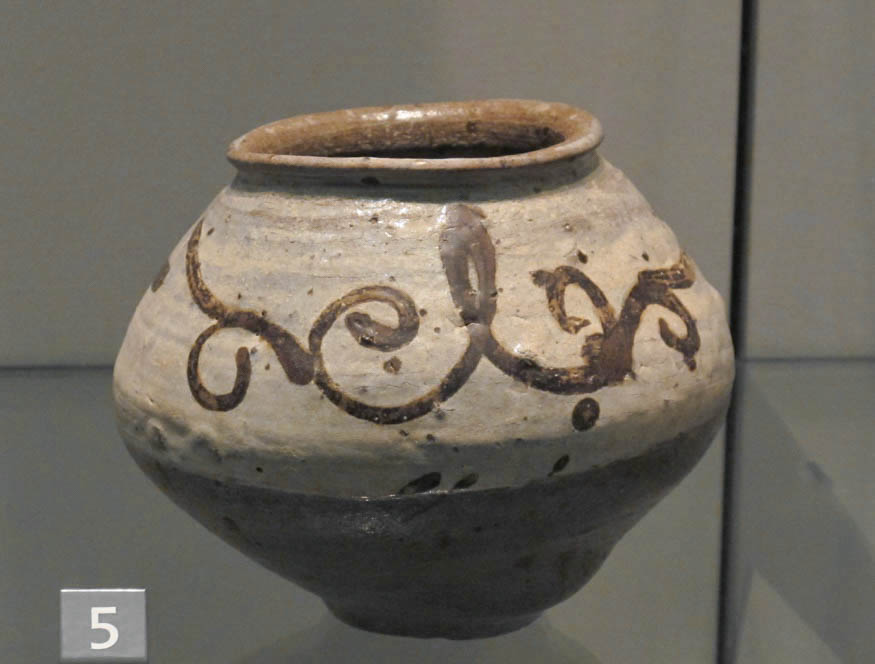
Jarre buncheong vers 1400-1600 (Victoria and Albert Museum). Grès peint à la barbotine blanche et au brun de fer.
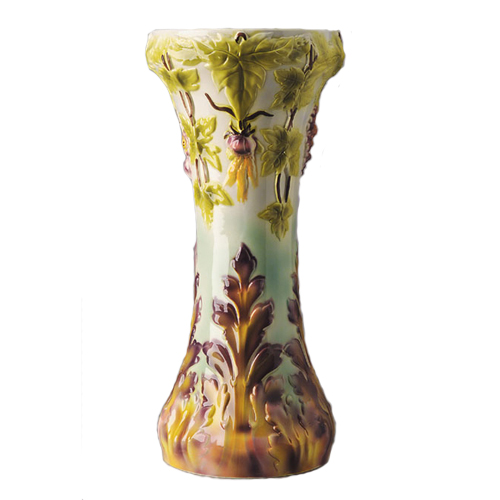
Colonne barbotine de la faïencerie de Saint-Clément, vers 1880.